# Cavour (Dakota del Sur)
Cavour es un pueblo situado en el condado de Beadle, Dakota del Sur, Estados Unidos. Tiene una población estimada, a mediados de 2022, de 128 habitantes.

## Geografía
La localidad está ubicada en las coordenadas 44°22′10″N 98°2′32″O / 44.36944, -98.04222. Según la Oficina del Censo, tiene una superficie de 1.06 km², correspondientes en su totalidad a tierra firme.

## Demografía
Según el censo de 2020, en ese momento había 128 personas residiendo en la localidad. La densidad de población era de 120.75 hab./km². El 92.97% de los habitantes eran blancos, el 1.56% eran afroamericanos, el 0.78% era amerindio, el 0.78% era de otra raza y el 3.91% eran de una mezcla de razas. Del total de la población, el 2.34% son hispanos o latinos de cualquier raza.